# Ланцюжкова казка

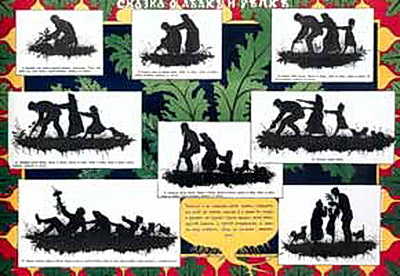
Ілюстрації до казки «Ріпка» силуетиста Єлизавети Бьом (1887 рік)

Ланцюжкова казка (кумулятивна казка, рекурсивна казка, ланцюжкоподібна казка) — казка, в якій діалоги або дії повторюються і розвиваються в міру розвитку сюжету. Ефект цих казок часто ґрунтується на повторах та характерній римі.

## Опис
Багато таких казок є реліктовими (дуже давніми) і мають схожу структуру у багатьох народів світу. Часто їх мета — розвиток мови в дітей, які починають говорити, тому вони часто є першими казками. Більшість вчених-фольклористів схиляється до того, що творцями ланцюжкоподібних казок були люди з юною (дитячою) свідомістю, тобто примітивні суспільства. Вважається, що подібні ланцюгові структури відповідали архаїчному типу мислення.
С. Томпсон, І. Больте, І. Поливка та В. Пропп виділяли казки з кумулятивною композицією в особливу групу казок. Розрізняють ланцюжкову композицію:
- з безкінечним повторенням (докучні казки, «У попа була собака»)
- з кінечним повторенням (Ріпка).

## Приклади
- Слов'янські казки: «Ріпка», «Колобок», «Теремок», «Три ведмеді».
- Англійські казки: «Хатка, яку збудував собі Джек».
- Американські казки: «Пряниковий чоловічок».